# Gáspár Miklós Tamás
Gáspár Miklós Tamás (GM Tamás, ungerska: Tamás Gáspár Miklós), ofta i media kallad TGM, född 28 november 1948 i Cluj-Napoca, Rumänien, död 15 januari 2023 i Budapest, var en ungersk marxistisk anarkosyndikalistisk filosof och "public intellectual". Han var bidragsgivare till online-tidningen Mérce och till OpenDemocracy, där han främst skrev om politik och estetistik.
Gáspár Miklós Tamás föddes i Cluj, i dagens Rumänien, men han har bott i Budapest i flera år. Hans mor var judisk och lyckades fly då hon riskerade att deporteras till Auschwitz, hon fängslades nämligen för att vara kommunist. Som en dissident i slutet av östblockets dåvare samhällskick var han initialt en frihetlig socialist. Trots att han varit i kontakt med en skara libertarianska författare skiljer sig hans perspektiv från Budapestskolan. 
Han var också medlem i den informella gruppen vilken kallades demokratisk opposition. Från 1986 till 1988 undervisade han i USA, Storbritannien och Frankrike och fortsatte också att studera vid Oxford University. Efter murens fall blev han engagerad i ett liberalt program och var en ledare för Alliansen av fria demokrater. Han tjänstgjorde också i det ungerska parlamentet som representant för Alliansen av fria demokrater (SZDSZ), från 1989 till 1994.
Han är en stark motståndare till den ungerska regeringen ledd av Viktor Orbán och Fidesz- partiet, liksom kapitalism och nyliberalism. Hans teoretiska arbete bygger på idéerna från italiensk autonomism (Antonio Negri), tyska Neue Marx-Lektüre (Hans-Georg Backhaus och Helmut Reichelt) och amerikansk politisk marxism (Robert Brenner och Ellen Meiksins Wood). Han hänvisar också till insikter från - bland andra - Georges Bataille och Moishe Postone.